# Ephedra laristanica
Ephedra laristanica là một loài thực vật hạt trần trong họ Ephedraceae. Loài này được Assadi mô tả khoa học đầu tiên năm 1996.